# Vysoká nad Uhom
Vysoká nad Uhom (bis 1948 slowakisch „Vysoká“; ungarisch Magasrév – bis 1907 Viszoka) ist eine Gemeinde im Osten der Slowakei mit 744 Einwohnern (Stand 31. Dezember 2024), die zum Okres Michalovce, einem Teil des Košický kraj, gehört und in der traditionellen Landschaft Zemplín liegt.

## Geographie
Die Gemeinde befindet sich im Ostteil des Ostslowakischen Tieflands an beiden Ufern des Uh. Das Ortszentrum liegt auf einer Höhe von 109 m n.m. und ist 12 Kilometer von Veľké Kapušany sowie 23 Kilometer von Michalovce entfernt.
Nachbargemeinden sind Bežovce im Norden und Nordosten, Lekárovce im Osten, Bajany im Süden und Pavlovce nad Uhom im Westen.

## Geschichte
Vysoká nad Uhom wurde zum ersten Mal 1214 als Vyzaka schriftlich erwähnt und war bis zum 20. Jahrhundert Besitz der Propstei von Leles. 1427 wurden nach einem Steuerverzeichnis 30 Porta verzeichnet. Wegen den Kriegswirren des 17. Jahrhunderts sowie der Pestepidemie von 1709–1710 wurde die Bevölkerungsanzahl so verringert, dass es 1715 nur noch acht bewohnte Ansiedlungen gab. 1828 zählte man 90 Häuser und 866 Einwohner, die als Landwirte und insbesondere als Gemüseanbauer beschäftigt waren.
Bis 1918/1919 gehörte der im Komitat Ung liegende Ort zum Königreich Ungarn und kam danach zur Tschechoslowakei beziehungsweise heute Slowakei. Großbrände in den Jahren 1936 und 1939 richteten viel Schaden im Ort an. In den 1950er Jahren wurde Vysoká nad Uhom elektrifiziert.

## Bevölkerung
| Jahr                | 1994 | 2004     | 2014    | 2024    |
| ------------------- | ---- | -------- | ------- | ------- |
| Anzahl der Personen | 926  | 796      | 811     | 744     |
| Unterschied         |      | −14,03 % | +1,88 % | −8,26 % |

| Jahr                | 2023 | 2024    |
| ------------------- | ---- | ------- |
| Anzahl der Personen | 747  | 744     |
| Unterschied         |      | −0,40 % |

Nach der Volkszählung 2011 wohnten in Vysoká nad Uhom 817 Einwohner, davon 803 Slowaken, fünf Ukrainer, vier Magyaren und ein Tscheche. Drei Einwohner machten keine Angabe zur Ethnie.
382 Einwohner bekannten sich zur römisch-katholischen Kirche, 242 Einwohner zur griechisch-katholischen Kirche, 106 Einwohner zur reformierten Kirche, 29 Einwohner zu den Zeugen Jehovas, 12 Einwohner zur Evangelischen Kirche A. B., vier Einwohner zur orthodoxen Kirche und drei Einwohner zur evangelisch-methodistischen Kirche; zwei Einwohner bekannten sich zu einer anderen Konfession. 11 Einwohner waren konfessionslos und bei 26 Einwohnern wurde die Konfession nicht ermittelt.

## Bauwerke
- römisch-katholische Kirche Sieben Schmerzen Mariens im klassizistischen Stil aus dem Jahr 1826
- griechisch-katholische Kirche im klassizistischen Stil aus dem zweiten Viertel des 19. Jahrhunderts
- reformierte (calvinistische) Kirche im historisierenden Stil aus dem Jahr 1912

## Söhne und Töchter der Gemeinde
- Anna Kolesárová (1928–1944), slowakische Märtyrin, von der katholischen Kirche 2018 seliggesprochen